# Spaceman
Spaceman - singiel zespołu The Killers pochodzący z ich trzeciego albumu studyjnego: Day & Age. Został wydany 4 listopada 2008 roku przez wytwórnię Island Records.

## Lista utworów
- Singel promocyjny

1. "Spaceman" (wersja radiowa)
2. "Spaceman" (wersja oryginalna)

- Płyta gramofonowa wydana w Wielkiej Brytanii

1. "Spaceman"
2. "Tidal Wave"